# HMS Example (P165)
Le HMS Example est un patrouilleur de classe Archer de la Royal Navy.

## Histoire
L’Example est initialement construit pour le Royal Naval Auxiliary Service puis transféré dans la Royal Navy lorsque celui-ci est dissout en 1994. Il conserve son nom et devient le premier navire de la Royal Navy à le porter.
Il fait actuellement partie de la 1re escadre de patrouilleurs, qui a le même commandant que l'University Royal Naval Unit. C'est  un bateau d'entraînement pour les étudiants des universités de Durham, Newcastle, Northumbria, Teesside et Sunderland. Le navire prend part à des déploiements au cours des vacances universitaires d'été et de Pâques, donnant aux étudiants la possibilité de participer à des opérations navales à plus grande échelle avec d'autres navires de l'URNU.
Le navire joue un rôle de premier plan dans les célébrations de l'Entente cordiale en 2004 et escorte le HMS Endurance lors de la revue de la flotte internationale 2005. En 2008, il est présent aux célébrations de Tyneside au Gateshead Millennium Bridge pour marquer le centenaire de l'Army Reserve.
En 2012, en compagnie de sister-ships, Explorer, Ranger et Trumpeter, l’Example effectue un déploiement de 12 semaines en Belgique, aux Pays-Bas et en Allemagne avant de traverser le canal de Kiel et de participer à la semaine de Kiel. Le déploiement se  poursuit à Stockholm, Saint-Pétersbourg et Tallinn avant de retourner au Royaume-Uni.
En novembre 2016, l’Example rejoint la flotte après une remise en état prolongée au cours de laquelle il reçoit de nouveaux moteurs permettant au navire d'atteindre des vitesses pouvant atteindre 22 nœuds (41 km/h).
En juin 2018, sept navires de classe Archer, dont l’Example, sont déployés en mer Baltique dans le cadre d'un exercice militaire international.